# Stormbruch
Stormbruch ist ein Ortsteil der  Gemeinde Diemelsee im Landkreis Waldeck-Frankenberg im Nordwesten von Nordhessen. Stormbruch liegt im Upland im Naturpark Diemelsee in der Nähe des Diemelsees.

## Geographie

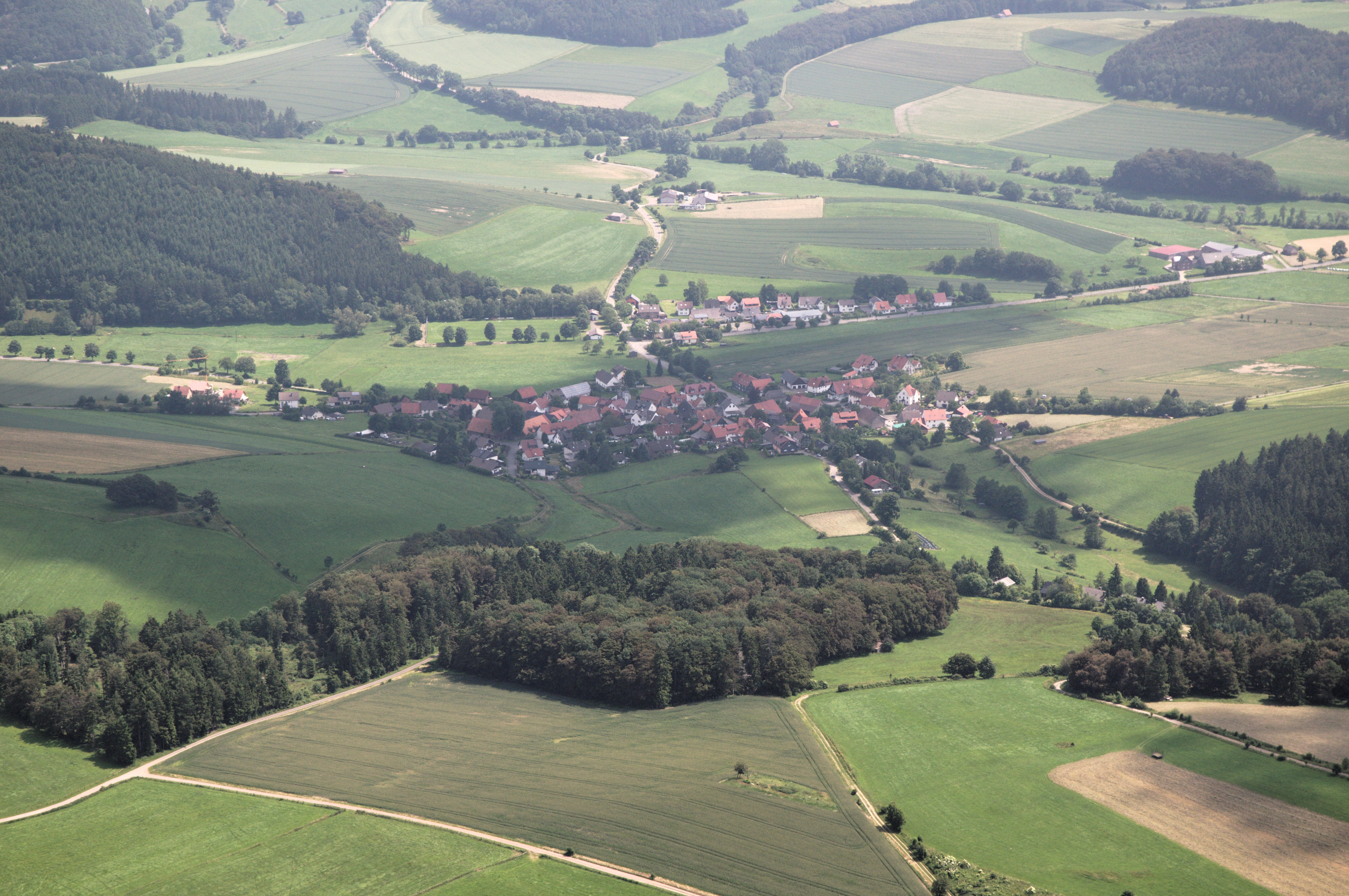
Luftbild (2013)

### Geographische Lage
Stormbruch liegt zwischen Dortmund und Kassel südlich von Paderborn, ungefähr in der Mitte eines Dreiecks mit den Eckpunkten Korbach, Brilon und Marsberg im Upland des Naturpark Diemelsee. Durch den Ort verläuft die Kreisstraße 63. Die dem Ort zugerechnete Gemarkungsgröße beträgt 1.037 Hektar. In dieser Gemarkung liegen die (teilweise wüst gefallenen) Siedlungsplätze: Dombeck, Eichholz, Frieden, Giffelde, Holzhausen und Kotthausen III.

### Naturräumliche Gliederung
Naturräumlich ist der Ort der Region „332 Ostsauerländer Gebirgsrand“ und darin dem Vorupländer Hügelland (332.61) zugeordnet.

## Geschichte

### Historische Ortsnamen
Die älteste bekannte schriftliche Erwähnung von Stormbruch erfolgte unter dem Namen Sturibrock im Jahr 1052.
Die bekannten historischen Erwähnungen finden sich in folgender Übersicht:
- Sturibrock (1052) [Abschrift Erhard, Regesta Historiae Wesfaliae, S. 113–114, Nr. 143]
- Stormbroke (1168) [Kop. 17. Jahrhundert Regesten der Erzbischöfe von Köln 2, S. 166, Nr. 914]
- Stormbroke (1292) [Urkunden Kloster Bredelar, S. 119, Nr. 159]
- Stormbroch (1292) [Urkunden Kloster Bredelar, S. 124, Nr. 169]
- Storembruch (1316)[Landesarchiv Nordrhein-Westfalen, Abteilung Westfalen, Kloster Glindfeld, Urk. 27]
- Stormbrok (1350) [Paul Wigand, Einzelne Beiträge, in: Archiv für Geschichte und Alterthumskunde Westphalens 6 (1834), S. 385–405, IV: Das älteste Corveyer Lehnsregister, hier S. 391, § 24]
- Stormbroech (1537) [HStAM Bestand 127 Nr. 3]
- Stormbruch (1733) [HStAD Bestand P 23 Nr. 56]

Im Jahre 1537 wurde der Zehnte an die Padberger und die Klöster in Flechtdorf und Abdinghof gezahlt.
In historischen Quellen wird als weiterer Ortsname Sturembroke (1232) erwähnt. Louis Friedrich Christian Curtze leitet in seinem Werk „Die Ortsnamen des Fürstenthums Waldeck“ den Namen Stormbruch auf die natürliche Beschaffenheit und Lage des Ortes zurück.

### Grenzverlagerungen im 20. und 21. Jahrhundert
Bereits seit Ende der 1950er-Jahre strebte die Stadt Brilon eine Grenzänderung zur Gemarkung Stormbruch an. Dort befanden sich in der Willinger Straße sieben Wohnhäuser mit 22 Bewohnern, eine ehemalige Schreinerei (später eine Zimmerei), die Schützenhalle und der Rasensportplatz von Bontkirchen. Die betroffenen Bewohner setzten sich für diese Grenzänderung ein, da ihr tägliches Leben überwiegend auf Bontkirchen ausgerichtet war. Sie besuchen dort die Kirche, sind in den Vereinen aktiv und beziehen von dort ihr Trinkwasser. Die Kinder besuchen den Kindergarten in Bontkirchen und Schulen in Nordrhein-Westfalen. Dies machte vorher besondere Genehmigungen der hessischen und nordrhein-westfälischen Schulbehörden erforderlich. Der Telefonanschluss und die Postzustellung waren organisatorisch Brilon zugeordnet. Im Jahr 2009 wurde ein Staatsvertrag zwischen Hessen und Nordrhein-Westfalen über die Abgabe von 55 Flurstücken mit einer Fläche von insgesamt vierzehn Hektar geschlossen. Als Ausgleich für den Gebiets- und Steuerkraftverlust zahlte die Stadt Brilon der Gemeinde Diemelsee einen Betrag von 390.000 Euro. Der Staatsvertrag trat nach Hinterlegung der Ratifikationsurkunden in Kraft. Sieben Wohnhäuser mit 22 Bewohnern, ein Sportplatz, ein Sägewerk und ein Schützenhaus wurden ab dem 1. November 2009 ein Teil des Briloner Stadtteils Bontkirchen im Nordrhein-Westfälischen Hochsauerlandkreis.

### Hessische Gebietsreform (1970–1977)
Zum 31. Dezember 1971 entstand im Zuge der Gebietsreform in Hessen durch den freiwilligen Zusammenschluss der bis dahin selbständigen Gemeinden Adorf, Benkhausen, Deisfeld, Flechtdorf, Giebringhausen, Heringhausen, Ottlar, Rhenegge, Schweinsbühl, Stormbruch, Sudeck, Vasbeck und Wirmighausen die neue Gemeinde Diemelsee. Sitz der Gemeindeverwaltung wurde Adorf.
Für die ehemals selbständigen Gemeinden von Diemelsee wurden gemäß Hauptsatzung Ortsbezirke mit Ortsbeirat und Ortsvorsteher errichtet. Die Grenzen der Ortsbezirke folgen grundsätzlich den Gemarkungsgrenzen.

### Verwaltungsgeschichte im Überblick
Die folgende Liste zeigt die Staaten und Verwaltungseinheiten, denen Stormbruch angehörte:
- 1546 und später: Heiliges Römisches Reich, Grafschaft Waldeck, Amt Eisenberg
- ab 1712: Heiliges Römisches Reich, Fürstentum Waldeck, Amt Eisenberg
- ab 1806: Fürstentum Waldeck, Amt Eisenberg
- ab 1815: Fürstentum Waldeck, Oberamt des Eisenbergs
- ab 1816: Fürstentum Waldeck, Oberjustizamt des Eisenbergs
- ab 1850: Fürstentum Waldeck-Pyrmont (seit 1849), Kreis des Eisenbergs[Anm. 1]
- ab 1867: Fürstentum Waldeck-Pyrmont (Akzessionsvertrag mit Preußen), Kreis des Eisenbergs
- ab 1871: Deutsches Reich, Fürstentum Waldeck-Pyrmont, Kreis des Eisenbergs
- ab 1919: Deutsches Reich, Freistaat Waldeck-Pyrmont, Kreis des Eisenbergs
- ab 1929: Deutsches Reich, Freistaat Preußen, Provinz Hessen-Nassau, Regierungsbezirk Kassel, Kreis des Eisenbergs
- ab 1942: Deutsches Reich, Freistaat Preußen, Provinz Hessen-Nassau, Regierungsbezirk Kassel, Landkreis Waldeck
- ab 1944: Deutsches Reich, Freistaat Preußen, Provinz Kurhessen, Regierungsbezirk Kassel, Landkreis Waldeck
- ab 1945: Deutsches Reich, Amerikanische Besatzungszone, Groß-Hessen, Regierungsbezirk Kassel, Landkreis Waldeck
- ab 1946: Deutsches Reich, Amerikanische Besatzungszone, Hessen, Regierungsbezirk Kassel, Landkreis Waldeck
- ab 1949: Bundesrepublik Deutschland, Hessen, Regierungsbezirk Kassel, Landkreis Waldeck
- ab 1972: Bundesrepublik Deutschland, Hessen, Regierungsbezirk Kassel, Landkreis Waldeck, Gemeinde Diemelsee
- ab 1974: Bundesrepublik Deutschland, Hessen, Regierungsbezirk Kassel, Landkreis Waldeck-Frankenberg, Gemeinde Diemelsee

## Bevölkerung

### Einwohnerstruktur 2011
Nach den Erhebungen des Zensus 2011 lebten am Stichtag dem 9. Mai 2011 in Stormbruch 312 Einwohner. Darunter waren keine Ausländer. Nach dem Lebensalter waren 57 Einwohner unter 18 Jahren, 123 waren zwischen 18 und 49, 69 zwischen 50 und 64 und 63 Einwohner waren älter. Die Einwohner lebten in 132 Haushalten. Davon waren 39 Singlehaushalte, 36 Paare ohne Kinder und 48 Paare mit Kindern, sowie 6 Alleinerziehende und 3 Wohngemeinschaften. In 27 Haushalten lebten ausschließlich Senioren und in 81 Haushaltungen leben keine Senioren.

### Einwohnerentwicklung
Quelle: Historisches Ortslexikon
- 1541: 14 Häuser
- 1620: 30 Häuser
- 1650: 12 Häuser
- 1738: 30 Häuser
- 1770: 37 Häuser

| - 216 Einwohner im Jahr 1770 - 319 Einwohner im Jahr 1822 - 326 Einwohner im Jahr 1834 - 323 Einwohner im Jahr 1840 - 302 Einwohner im Jahr 1846 - 309 Einwohner im Jahr 1852 - 305 Einwohner im Jahr 1858 - 332 Einwohner im Jahr 1864 - 311 Einwohner im Jahr 1871 - 324 Einwohner im Jahr 1875 - 344 Einwohner im Jahr 1885 | - 332 Einwohner im Jahr 1895 - 307 Einwohner im Jahr 1905 - 300 Einwohner im Jahr 1910 - 304 Einwohner im Jahr 1925 - 254 Einwohner im Jahr 1939 - 356 Einwohner im Jahr 1946 - 359 Einwohner im Jahr 1950 - 299 Einwohner im Jahr 1956 - 299 Einwohner im Jahr 1961 - 293 Einwohner im Jahr 1967 - 393 Einwohner im Jahr 2001 | - 392 Einwohner im Jahr 2002 - 333 Einwohner im Jahr 2010 - 322 Einwohner im Jahr 2011 - 307 Einwohner im Jahr 2012 - 290 Einwohner im Jahr 2013 - 293 Einwohner im Jahr 2014 - 304 Einwohner im Jahr 2015 - 280 Einwohner im Jahr 2016 - 284 Einwohner im Jahr 2017 - 264 Einwohner im Jahr 2018 - 260 Einwohner im Jahr 2019 |

### Historische Religionszugehörigkeit
| • 1885: | 331 evangelische (= 99,70 %), ein katholischer (= 0,30 %) Einwohner |
| • 1961: | 263 evangelische (= 87,96 %), 36 katholische (= 12,04 %) Einwohner  |

## Kultur und Sehenswürdigkeiten

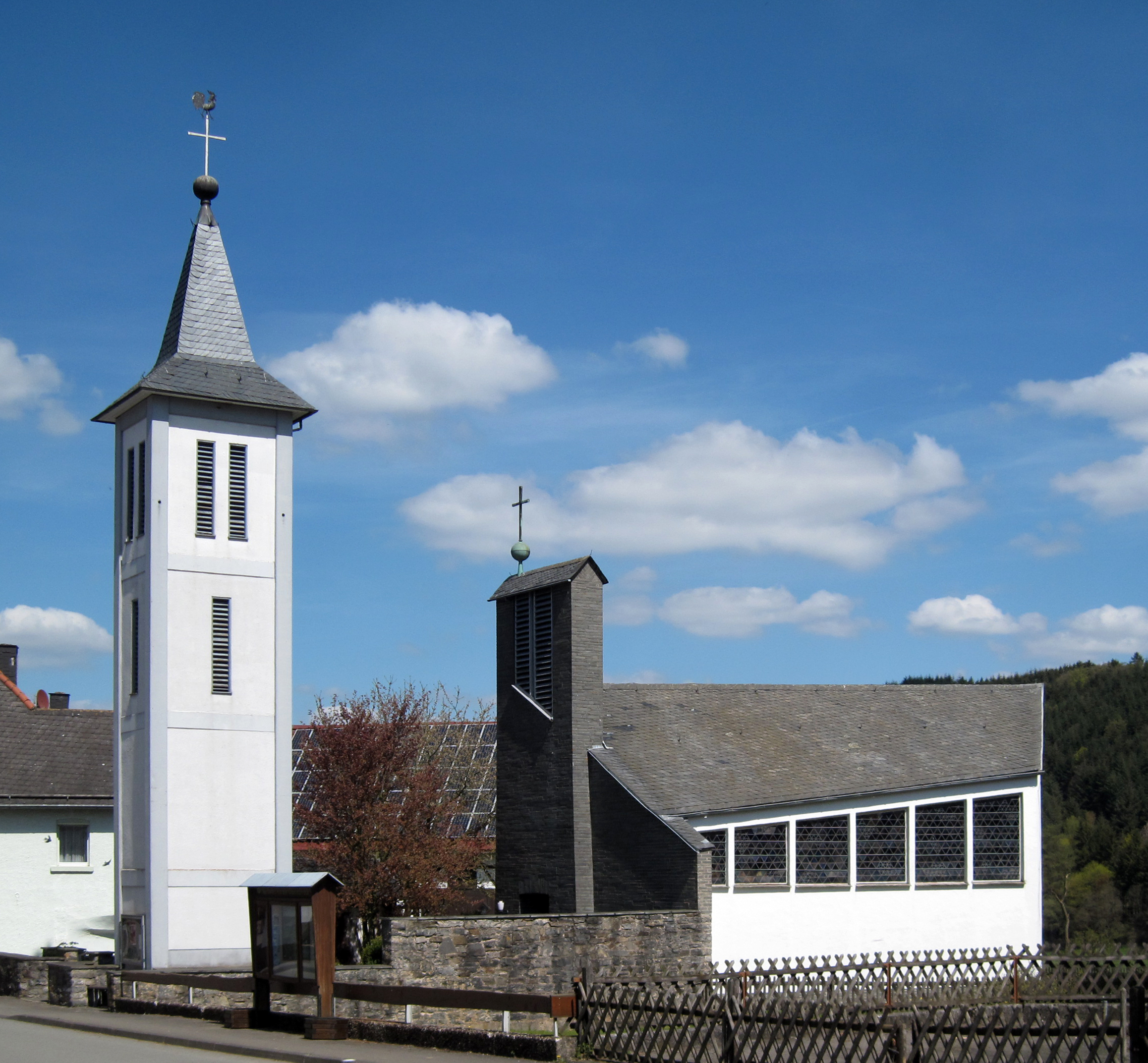
Die Kirche

Im näheren Umfeld des Ortes finden sich Sehenswürdigkeiten die zum Nachbarort Heringhausen und den Rundwanderwegen und in Liste der Naturdenkmäler in Diemelsee (Gemeinde) beschrieben sind. Im Kernbereich des Ortes sind nennenswert:
- In Stormbruch gibt es ein Dorfgemeinschaftshaus, eine Schützenhalle und einen Sportplatz.
- Die moderne Kirche in Stormbruch; das historische Kirchengebäude ist untergegangen.

## Persönlichkeiten
- Carolin Hennecke (* 1986 in Stormbruch), deutsche Biathletin